# Куделстарт
Куделстарт (нід. Kudelstaart) — село в нідерландській провінції Північна Голландія. Входить до муніципалітету Алсмер.
Його площа становить 8,26 км², а населення станом на 2021 рік складало 9 250 осіб.
Перша згадка про населений пункт датується 1237 роком.

## Галерея

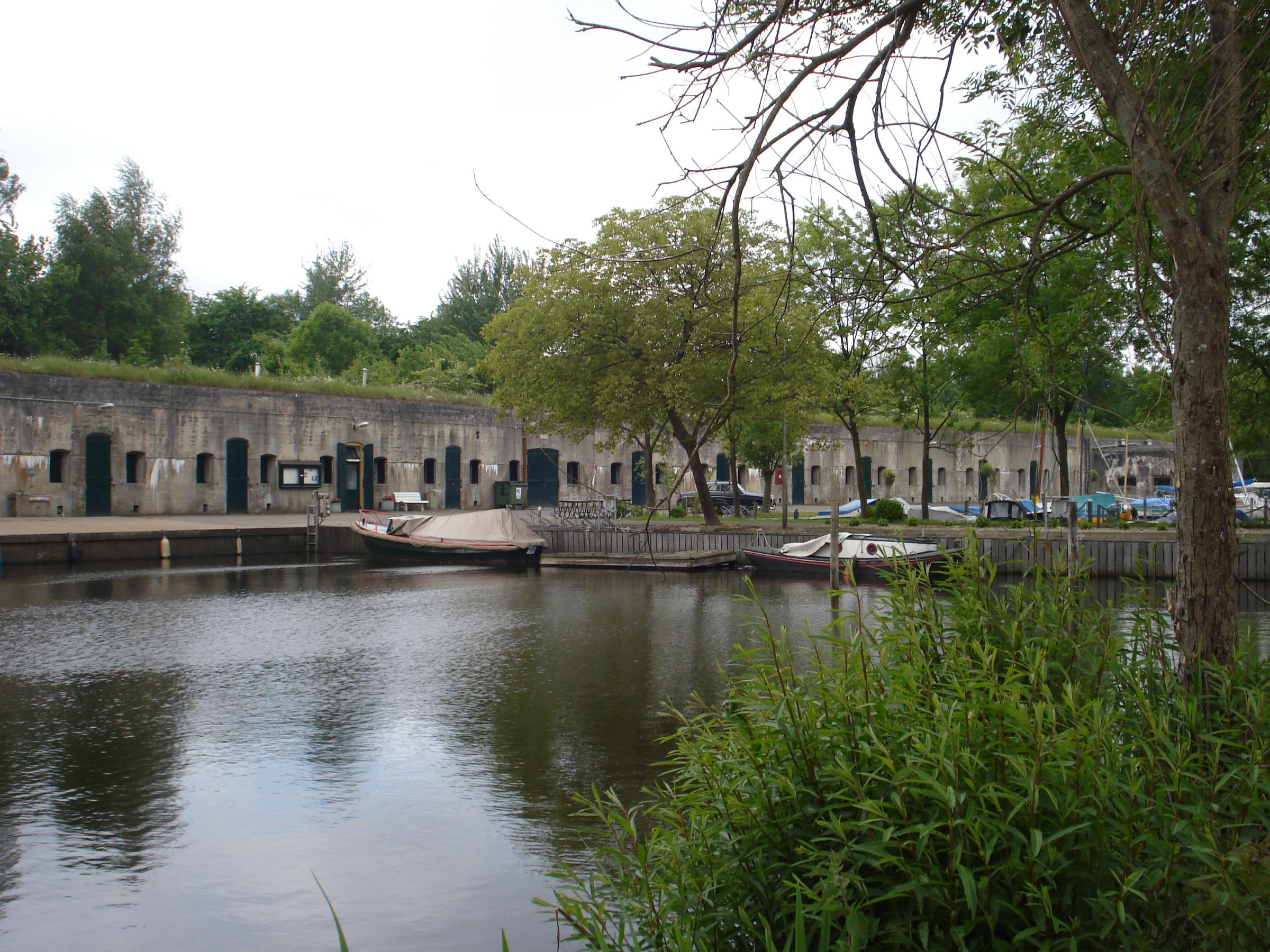
Форт Куделстарт
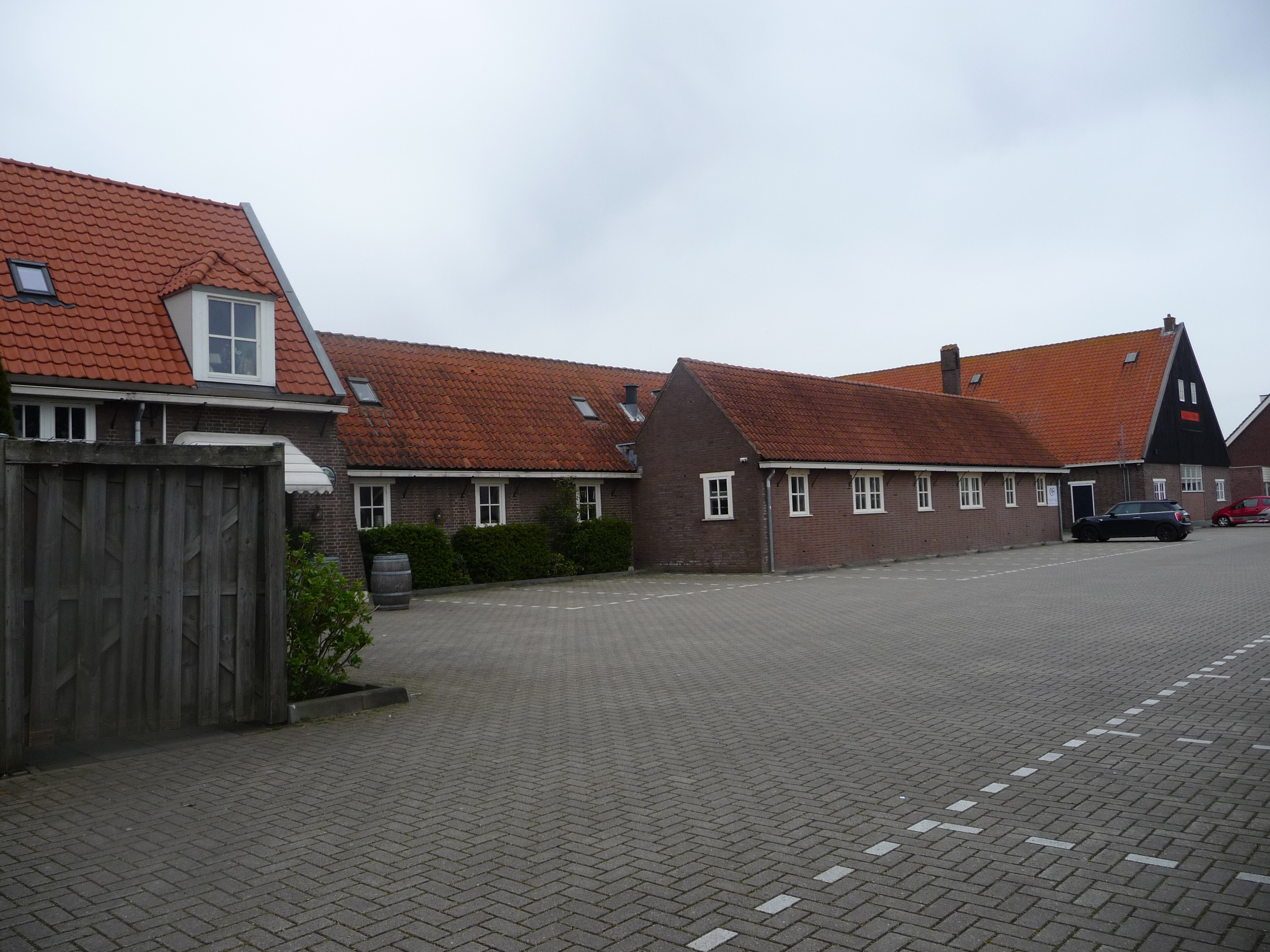
Ресторан у селі